# Sampí

Sampí — majuskulní a minuskulní varianta

Sampí (majuskulní podoba Ͳ/Ϡ, minuskulní podoba ͳ/ϡ) je archaické písmeno řecké abecedy, používané především jako řecká číslice reprezentující číslo 900.
Původ sampí je nejasný; může být buď odvozeno ze staršího písmene san, kdy by „sampí” znamenalo san + pí. Ale fakt, že je na konci abecedy s hodnotou 900, naznačuje, že vzniklo později. Jestliže je to tak, pak by „sampi” mohlo znamenat (hō)s an pei, „jako pí”.
Sampí se v současnosti většinou zobrazuje jako π se třemi svislými pruhy.

## Reprezentace v počítači
V Unicode je podporována
- majuskulní forma
  - U+03E0 Ϡ
- minuskulní forma
  - U+03E1 ϡ
- majuskulní archaická forma
  - U+0372 Ͳ
- minuskulní archaická forma
  - U+0373 ͳ